# Ставиская, Ада Семёновна
А́да Семёновна Стави́ская (род. 1 декабря 1947, Ленинград, СССР) — российский продюсер документальных и художественных кинофильмов и телефильмов, учредитель и генеральный директор кинокомпании «Студия «Панорама», создатель ряда популярных российских телесериалов, в том числе «Агентство НЛС», «Тайны следствия» и «Ментовские войны».

## Биография
Я контролирую все — на всех стадиях, ежедневно и ежечасно.— Ада Ставиская
В 1972 г. окончила юридический факультет ЛГУ.

В 1974—1976 гг. работала ассистентом режиссера на киностудии «Леннаучфильм»
.

В 1976—1978 гг. — заместитель директора съёмочной группы художественных фильмов «Супруги Орловы» (режиссёр Марк Донской, киностудия им. М. Горького) и «Безымянная звезда» (режиссёр Михаил Козаков, Свердловская киностудия).

С 1978 по 1988 гг. — заместитель директора съёмочной группы, директор съёмочной группы (т. н. «директор картины) фильмов Торпедоносцы», «Противостояние», «Большая игра» режиссёра Семёна Арановича, и «Лес» режиссёра Владимира Мотыля на киностудии «Ленфильм».

С 1984 г. — член Союза кинематографистов СССР.

В 1988 г. основала и возглавила одну из первых в СССР негосударственных кинокомпаний — ХПОО «Студия «Панорама» (Хозрасчетное предприятие общественной организации (существовавшая в то время хозяйственно-правовая форма)) при Ленинградском отделении Союза кинематографистов СССР.

С 1988 г. по настоящее время — генеральный директор «Студии «Панорама».

## Фильмография
Продюсер (производство ООО «Студия „Панорама“»)

Кинофильмы:
- 1989 — «Псы»
- 1990 — «Мы странно встретились»
- 1991 — «Арифметика убийства»
- 1992 — «Гаджо»
- 2001 — «Конец века»

Документальные фильмы:
- 1989 — «Барон Эдуард Фальц-Фейн. Русские монологи»
- 1989 — «Я служил в охране Сталина»
- 1991 — «Чудеса и чудища камской чуди»
- 1993 — «Хоккей Анатолия Тарасова»
- 1992—1994 — "цикл фильмов «Русская живопись — XX век»
- 1996 — «Любимое кино Сталина»

Телевизионные фильмы / Телесериалы:
- 1993 — «Проклятие Дюран» (5 серий)
- 1993 — «Голубые танцовщицы» (фильм-балет)
- 1999—2000 — «Охота на Золушку» (14 серий)
- 2000—2001 — «Тайны следствия» (16 серий)
- 2001 — «Агентство НЛС» (16 серий)
- 2002 — «Пейзаж с убийством» (4 серии)
- 2002—2003 — «Агентство НЛС 2» (16 серий)
- 2003 — «Танцующая на волнах» (6 серий)
- 2003 — «Тайны следствия — 2» (12 серий)
- 2003 — «Как в старом детективе…» (4 серии)
- 2003 — «Я всё решу сама» (6 серий)
- 2003 — «Тайны следствия — 3» (12 серий)
- 2004 — «Чужое дежурство» (4 серии)
- 2004 — «Не ссорьтесь, девочки!» (12 серий)
- 2004 — «Тайны следствия — 4» (12 серий)
- 2005 — «Ментовские войны» (12 серий)
- 2005 — «Тамбовская волчица» (8 серий)
- 2005 — «Винтовая лестница» (8 серий)
- 2005 — «Тайны следствия — 5» (12 серий)
- 2006 — «Ментовские войны — 2» (12 серий)
- 2006 — «Контора» (12 серий)
- 2006 — «Старые дела» (12 серий)
- 2006 — «Расписание судеб» (12 серий)
- 2006 — «Тайны следствия — 6» (12 серий)
- 2006 — «Катерина» (8 серий)
- 2006 — «Ментовские войны — 3» (12 серий)
- 2007 — «Защита Красина» (12 серий)
- 2007 — «Эра стрельца» (12 серий)
- 2007 — «Гончие» (12 серий)
- 2007 — «Дюжина правосудия» (12 серий)
- 2007 — «Попытка к бегству» (8 серий)
- 2007 — «Последнее путешествие Синдбада»(12 серий)
- 2007 — «Омут» (8 серий)
- 2007 — «Тайны следствия — 7» (12 серий)
- 2007 — «Счастье моё»
- 2008 — «Эра стрельца — 2» (12 серий)
- 2008 — «Соло для пистолета с оркестром» (12 серий)
- 2008 — «Ментовские войны — 4» (8 серий)
- 2008 — «Защита Красина — 2» (12 серий)
- 2008 — «Гончие — 2» (12 серий)
- 2008 — «Можно, я буду звать тебя мамой?»
- 2008 — «Передел. Кровь с молоком» (12 серий)
- 2008 — «Эра стрельца — 3» (12 серий)
- 2008 — «Ментовские войны. Эпилог»
- 2008 — «Не родись красивым…»
- 2009 — «Катерина. Возвращение любви» (8 серий)
- 2009 — «Опергруппа» (12 серий)
- 2009 — «Тайны следствия — 8» (12 серий)
- 2009 — «Версия» (12 серий)
- 2009 — «Возвращение Синдбада» (12 серий)
- 2009 — «Клеймо» (12 серий)
- 2009 — «Агент особого назначения» (12 серий)
- 2010 — «Еще не вечер» (12 серий)
- 2010 — «Бомж.» (12 серий)
- 2010 — «Гончие — 3» (12 серий)
- 2010 — «Врач» (12 серий)
- 2010 — «Государственная защита» (12 серий)
- 2010 — «Пятая группа крови» (16 серий)
- 2010 — «Версия — 2» (8 серий)
- 2010—2011 — «Ментовские войны — 5» (16 серий)
- 2011 — «Дорогой мой человек» (16 серий)
- 2011 — «Агент особого назначения — 2» (12 серий)
- 2011 — «Тайны следствия — 9» (24 серии)
- 2011 — «Оплачено любовью» (8 серий)
- 2011 — «Тайны следствия — 10» (24 серии)
- 2011 — «Ментовские войны — 6» (16 серий)
- 2011 — «Гончие — 4» (14 серий)
- 2011 — «Государственная защита — 2» (12 серий)
- 2011 — «Служу Советскому Союзу!»
- 2011 — «Катерина. Семья» (8 серий)
- 2012 — «Версия — 3» (8 серий)
- 2012 — «Тайны следствия — 11» (12 серий)
- 2012 — «Агент особого назначения — 3» (16 серий)
- 2012 — «Просто Джексон»
- 2012 — «Отдельное поручение»
- 2012 — «Гончие — 5» (16 серий)
- 2012 — «Принцип Хабарова» (16 серий)
- 2012 — «Катерина. Другая жизнь» (8 серий)
- 2012 — «Тайны следствия — 12» (12 серий)
- 2012—2013 — «Ментовские войны — 7» (24 серии)
- 2013 — «Агент особого назначения — 4» (8 серий)
- 2013 — «Тайны следствия — 13» (20 серий)
- 2013 — «Государственная защита — 3» (16 серий)
- 2013 — «Моя фамилия — Шилов»
- 2013—2014 — «Гончие — 6» (24 серии)
- 2014 — «Профессионал» (16 серий)
- 2014 — «Ментовские войны — 8» (16 серий)
- 2014 — «Тайны следствия — 14» (16 серий)
- 2014 — «Шаманка» (20 серий)
- 2015 — «Своя чужая» (16 серий)
- 2015 — «Двое»
- 2015 — «Ментовские войны — 9» (16 серий)
- 2015 — «Тайны следствия — 15» (16 серий
- 2015 — «Погоня за прошлым» (16 серий)
- 2016 — «Ментовские войны — 10» (16 серий)
- 2016 — «Тайны следствия — 16» (20 серий)
- 2017 — «Семейные радости Анны»
- 2017 — «Храбрые жёны»
- 2018 — "Страховой агент / «Гений» (16 серий)
- 2018 — «Социальная защита» (16 серий)